# Ducati 851
Ducati 851 – włoski motocykl sportowy produkowany przez firmę Ducati w latach 1987-1992.

## Dane techniczne/Osiągi
Silnik: V2
Pojemność silnika: 851 cm³
Moc maksymalna: 102 KM/8250 obr./min
Maksymalny moment obrotowy: brak danych
Prędkość maksymalna: 225 km/h
Przyspieszenie 0–100 km/h: 3,8 s